# Маневский, Михайло
Михайло Маневский (макед. Михајло Маневски; родился 26 декабря 1937 года в Башино Село, община Велес, Королевство Югославия) — македонский государственный деятель, министр юстиции Республики Македония с 2006 по 2011 год.

## Образование
Михайло Маневский окончил юридический факультет Университета Св. Кирилла и Мефодия в Скопье в 1960 году.

## Карьера
После окончания университета Маневский работал в прокуратуре Македонии: заместителем прокурора в Штипе, прокурором в Велесе, с 1966 по 1976 год заместителем окружного прокурора в Скопье. С 1976 по 1984 год был заместителем прокурора Республики, а с 1984 по 1986 год председателем окружного суда в Скопье. В 1986 году избран членом Исполнительного совета (правительства) Македонии и секретарём юстиции и администрации. Эти функции он исполнял до 1991 года.
С 1994 по 2000 год был государственным советником в правительстве Республики Македония. В 2000 году назначен заместителем прокурора Македонии. В 2002 году избран членом Государственной комиссии по предупреждению коррупции, а в декабре 2005 года председателем этой комиссии.
В августе 2006 года стал министром юстиции в правительстве Николы Груевского